# Эхинодорус крапчатый
Эхинодо́рус кра́пчатый (лат. Echinodorus aspersus) — травянистое растение рода Эхинодорус семейства Частухоцветные.

## Описание
Эхинодорус крапчатый представляет собой травянистый куст без стебля с листьями сердцевидной формы, собранными в розетку. Черенки листьев имеют такую же длину, как листовые пластины, листья зелёные в мелкую коричневую крапинку. Куст достигает в высоту 10 сантиметров, в диаметре — 20—25 сантиметров.

## Культивирование
При содержании растения в аквариуме оптимальная температура составляет 24—28 °C, при её понижении до 22 °C рост значительно замедляется. Вода должна быть средней жёсткости, (не менее 6—8 немецких градусов), нейтральной или слабощелочной (pH 7—8). В мягкой слабокислой воде растение быстро погибает. Желательна периодическая подмена части воды. Внесение минеральных удобрений желательно при небольшом количестве рыб в аквариуме. Освещение должно быть ярким, при его недостатке растение вытягивается и теряет крапчатую окраску. Световой день должен составлять не менее 12 часов. Грунт должен состоять из смеси крупного песка с мелкой и средней галькой с примесью глины и быть обильно заилённым. Толщина слоя грунта должна быть не менее 5 сантиметров.

Эхинодорус крапчатый может также расти во влажной оранжерее или палюдариуме. При этом он вырастает до 25—30 сантиметров, крапчатая окраска остаётся только на молодых листьях. 

В аквариуме крапчатый эхинодорус размножается только вегетативно, образуя цветочные стрелки, на концах которых появляются по 1—2 дочерних растения, молодые растения можно отделять от материнского после того, как у них образуются 5—6 листьев и сформируется корневая система.